# Brachygobius aggregatus
Brachygobius aggregatus är en fiskart som beskrevs av Herre, 1940. Brachygobius aggregatus ingår i släktet Brachygobius och familjen smörbultsfiskar. Inga underarter finns listade.